# Andrija Ottenheimer
Andrija Ottenheimer (Vinkovci, 16. listopada 1926. − Beograd, 26. ožujka 1999.), hrvatski atletičar, trkač kratkoprugaš i srednjoprugaš. Osvajač je srebrnog odličja na Mediteranskim igrama u Aleksandriji 1951. godine u štafetnoj utrci 4 x 400 metara. 
Sudionik Olimpijskih igara 1952. u Helsinkiju, gdje je u utrci na 1500 metara bio 6. u 1. krugu. Na europskom prvenstvu 1950. u Bruslju bio je deveti na 1500 m.
Dio je velike skupine Hrvata odnosno športaša iz Hrvatske koji su športsku karijeru poslije drugog svjetskog rata nastavili u Srbiji, u Beogradu. Po sovjetskom uzoru, atletičari su u vojnom ili milicijskom klubu iz glavnog grada imali neusporedivo bolje uvjete. Tako je u Partizanu bilo takvih uvjeta i brojni su športaši iz Hrvatske završili u Beogradu. Tako se našao u društvu Ivana Gubijana, Zvonka Sabolovića, Nede Farčića, Drage Štritofa, Petra Šegedina, Borisa Brnada, Franje Mihalića, Zdravka Ceraja, Kreše Račića, Ivice Karasija (svi u Partizanu) te Diane Sakač Ištvanović, Dane Korice i Dunje Jutronić (Crvena zvezda).